# Suhpalacsa donckieri
Suhpalacsa donckieri är en insektsart som beskrevs av Navás 1912. Suhpalacsa donckieri ingår i släktet Suhpalacsa och familjen fjärilsländor. Inga underarter finns listade i Catalogue of Life.